# Instituto Francés de Geopolítica

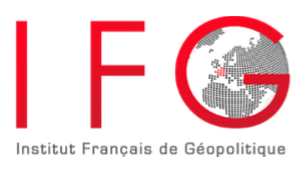
Logotipo del Instituto Francés de Geopolítica.

El Instituto Francés de Geopolítica, dependiendo de la Universidad de París VIII (« Vincennes en Saint-Denis »), es la única formación doctoral en geopolítica en Francia. Fue fundada en 1989 por Yves Lacoste, respetando el espíritu de la revista Hérodote, dirigida entre 2002 y 2009 por Béatrice Giblin y presidida por Barbara Loyer. Este instituto es continuación de CRAG (Centre de Recherche et d'Analyse en Géopolitique).

## Formación
Allí se dispensan los siguientes diplomados:
- Doctorado en Geografía mención Geopolítica.
- Maestría en Geografía mención Geopolítica (después de 2005):
  - Maestría profesional[5] especialidad « Geopolítica local: Planificación y gestión del territorio ».
  - Maestría investigación especialidad « Geopolítica: Asuntos territoriales y luchas de poder (también con un curso titulado Espacios rusos y post-soviéticos) ».

Frank Tétart, redactor del programa de televisión Le dessous des cartes (y coautor de obras del mismo nombre), es doctor en geopolítica del Institut Français de Géopolitique.

## Ejes de investigación
- Las Naciones en los estados democráticos. El número de eventos acontecidos en los diez últimos años, ha mostrado cómo la Nación es un referente mayor, a pesar de las formaciones políticas más vastas como la Unión Europea. Pero cuando una o más minorías nacionales coexisten sobre el mismo territorio, y cuando la democracia autoriza las reivindicaciones territoriales, la Nación se transforma en una cuestión política.

- El Mediterráneo y su mundo. Evocación y análisis del « mundo mediterráneo », lo que no excluye estudios comparativos con otras culturas y otras cuestiones geopolíticas: « Europa », « Mundo árabe », « Países del Mar Negro », « Balcanes », « Mundo turco »... Será interesante evaluar para cada Estado ribereño del Mediterráneo, las relaciones de diverso tipo con otros países mediterráneos.

- Economía y geopolítica. La problemática de este eje es el análisis de las relaciones entre cuestiones económicas y asuntos geopolíticos. La economía como factor de estudio, de explicación, y de justificación, ha permeado durablemente el análisis y la reflexión. Muchas situaciones geopolíticas complejas no pueden comprenderse exclusivamente considerando los factores económicos.

- Crecimiento, desarrollo, y geopolítica. Partiendo de estudios de casos y de la aplicación de una estrategia comparativa, de tratar de comprender las recomposiciones territoriales (federalismo, regionalización, poder urbano), y también de analizar cómo se articulan las lógicas de las redes territoriales.

- Cuestiones geopolíticas de la planificación territorial. Las decisiones sobre planificación, si respetan un cierto grado de racionalidad técnica, son en parte el resultado de relaciones de fuerza entre sus actores, y de conflictos a veces subterráneos o ignorados por la opinión pública. Partiendo de estudios de casos, se trata de progresar en la comprensión de estos conflictos, en las lógicas que animan los distintos actores, y en los factores que explican la evolución.

- Inmigración, integración, y segregación urbana. Los Estados Unidos y Europa, sufren una inmigración sostenida y una fuerte movilidad de la población, lo que conlleva la creación de territorios con gran mezcla cultural-social, y el surgimiento de dinámicas segregacionistas, fuente de rivalidades, de conflictos, léase de violencia urbana. En relación con lo planteado, se propone un enfoque comparativo de asuntos vinculados con la segregación y la integración, en las sociedades democráticas sometidas a evoluciones demográficas y a debates públicos, similares a los observados en Estados Unidos y también en Europa, y particularmente en Francia.

- Recomposición de identidades y de territorios de África. Después del fin de los regímenes de partido único en África, y con un fuerte crecimiento de la población, el continente africano, en un contexto de recurrentes crisis políticas, sociales, y medioambientales, se compromete en un proceso de recomposición territorial y de identidad. En Etiopía y en el llamado cueno de África, la caída de las dictaduras ha tenido como resultado la confrontación de tradiciones anticoloniales con tendencias postcoloniales y nacionalistas.